# Conjunto Histórico de la Villa de Salas
El conjunto histórico de la villa de Salas es un conjunto formado por 173 edificios en la localidad de Salas en el concejo asturiano del mismo nombre

## Delimitación
El conjunto histórico de Salas se define como el área contenida por una línea que, comenzando en el paseo de San Martín, cruza la calle de la Vega y la travesía de la Vega, incluyendo la manzana 21011, cruza el río Nonaya, continúa por la margen Sur del mismo, incluye el parque Zoleta, cruza la avenida de la Condesa de Casares, incluye la parcela 01 de la manzana 21000, correspondiente al Palacio de Casares, continúa por la avenida de Galicia, plaza de José Antonio, plaza del General Aranda y calle del mismo nombre, incluyendo los fondos de la propiedad: Y (es decir, las parcelas completas) que dan a las citadas calles y plazas, cruza la calle de El Burgo y Ondina, incluyendo
la parcela O7 de la manzana 17020, recorre la margen Sur del río, plaza de Calvo Sotelo, San Pelayo, calle del Doctor Soto Jove y calle de la Vega hasta cerrar en el paseo de San Martín (inicio del perímetro delimitado).

## Descripción
La villa de Salas, capital del concejo del mismo nombre, se encuentra emplazada en el valle del río Nonaya, del que discurren algunos tramos por la villa. 
El asentamiento urbano se desarrolla en las dos riberas del río que se comunican por medio de puentes.
El trazado de la villa de Salas es resultado de las condicionantes del relieve y por ser un núcleo urbano al borde de una vía de comunicación. 
Especial relevancia tuvo para la villa el ser etapa obligada en el Camino de Santiago antes
de afrontar el puerto de la Espina. Posteriormente, en el siglo XIX, el desarrollo de Salas se verá favorecido por el trazado de la carretera Oviedo a Galicia.

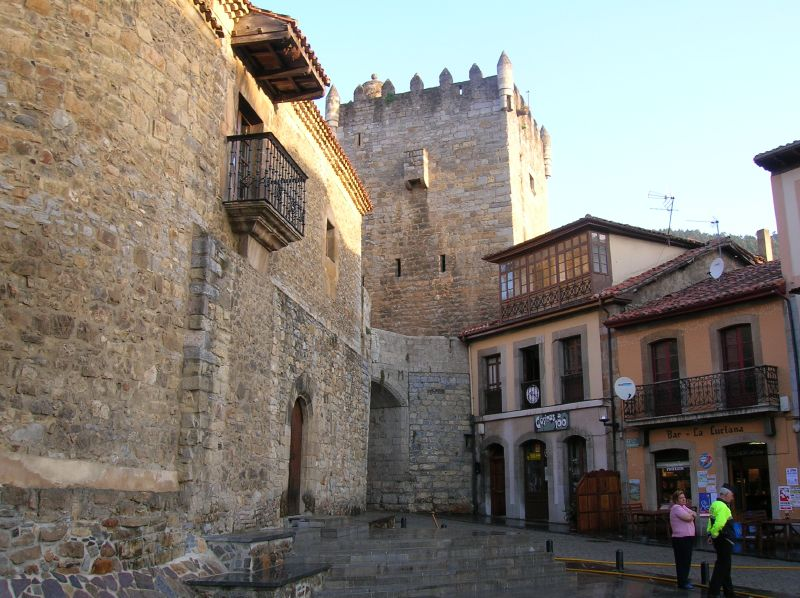
Casa Palacio de Valdés Salas y Torre de los Valdés.

Las primeras noticias históricas del territorio de Salas datan del siglo IX, pero no será hasta el siglo XII cuando la política repobladora de Alfonso IX y Fernando III dote a Salas de una Carta Puebla.
Salas, al igual que otras poblaciones medievales, tuvo originariamente una función militar y religiosa que pronto se trocó en una función comercial favorecida por la ruta de peregrinación.
El comercio, la hospedería y la industria son los factores que históricamente condicionan la economía de Salas.
Desde el punto de vista arquitectónico, de época medieval, Salas conserva la Torre del Castillo, vinculada hoy a las construcciones renacentistas.
En los siglos XVI y XVII ejercieron una influencia decisiva en la arquitectura de la villa las familias de Valdés Salas, promotores de la edificación del Palacio y Colegiata, y la familia Malieza.
De los siglos XVII y XVIII se conservan importantes construcciones como las Casas de Miranda y Xanzo, pero apenas se conserva caserío popular de estos siglos, a excepción del Molino de Vega, perteneciente a la antigua Casa de Miranda.
En el siglo XVIII el caserío se extiende hacia el Norte, con la construcción de viviendas de una o dos plantas, apaisadas con elementos populares, como balcones y galerías acristaladas, etcétera.
A partir del siglo XIX, con la mejora de las vías de comunicación, se remodela el casco antiguo de la villa configurándose el aspecto actual con edificaciones de carácter poco definido, de dos o más plantas, que reservarán los escasos elementos decorativos para la fachada principal. Durante el
presente siglo la urbanización se hará extensiva a calles y plaza eliminando elementos rurales como hórreos y paneras, de los que aún se conservan algunos ejemplares.

## Principales monumentos

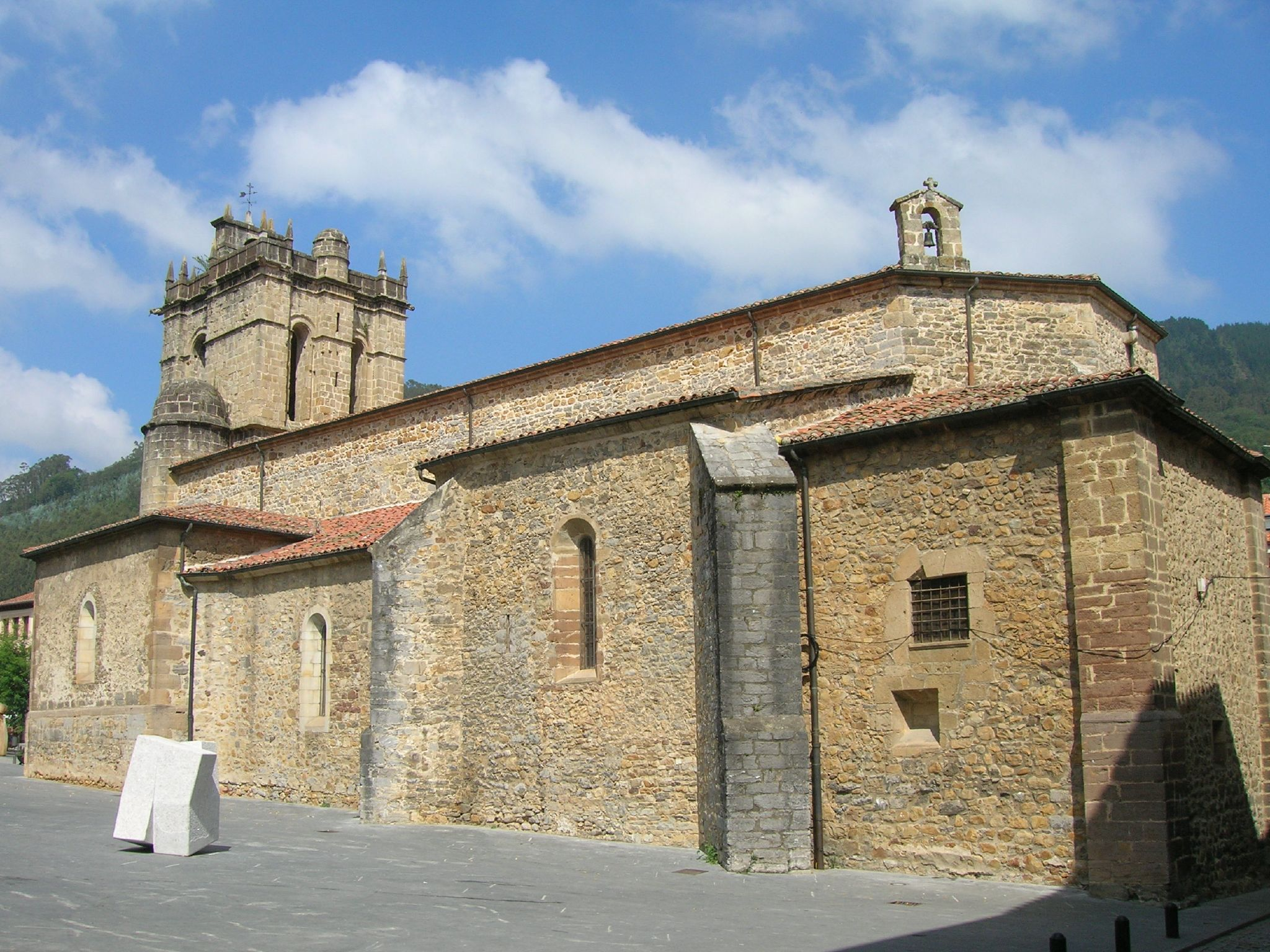
Colegiata de Santa María La Mayor de Salas.

- Torre de los Valdés: Torre medieval del siglo XIV, unida al palacio de Valdés Salas por un puente. Dentro de la torre se encuentra el Museo prerrománico de San Martín de Salas.
- Palacio de Valdés Salas: Palacio del siglo XVI de la familia Valdés Salas cuyo representante más conocido es Fernando Valdés Salas, religioso y político español fundador de la Universidad de Oviedo.
- Colegiata de Santa María La Mayor: El edificio principal fue fundado por la familia Valdés-Salas en la primera mitad del siglo XVI estando formado por una nave a la que en posteriores reformas se le añadieron capillas. Dentro del templo cabe destacar el mausoleo de Fernando Valdés Salas.
- Iglesia de San Martín de Salas: La iglesia del monasterio se reconstruyó en el siglo XV siendo reformada en el siglo XVII al serle añadida la espadaña. La iglesia está formada por una única nave con muros de mampostería y cubierta de madera.
- Museo Prerrománico de San Martín: Museo que contiene piezas de arte prerrománico procedentes de la iglesia de San Martín de Salas.
- Palacio de la condesa de Casares: casona-palacio rural del siglo XVII.
- Casa de Malleza: casa rural del siglo XVII destinada a parada de diligencias en su viaje a Galicia. Posee un escudo de armas en su fachada.
- Capilla de San Roque: capilla del siglo XVII resto de un complejo mayor dedicado a hospital de peregrinos que hacía el Camino de Santiago.
- Casa del regente: casona nobiliar del siglo XVII.
- Casa de Miranda: casona del siglo XVII con escudo de armas en su fachada.